# Diskrétní kosinová transformace

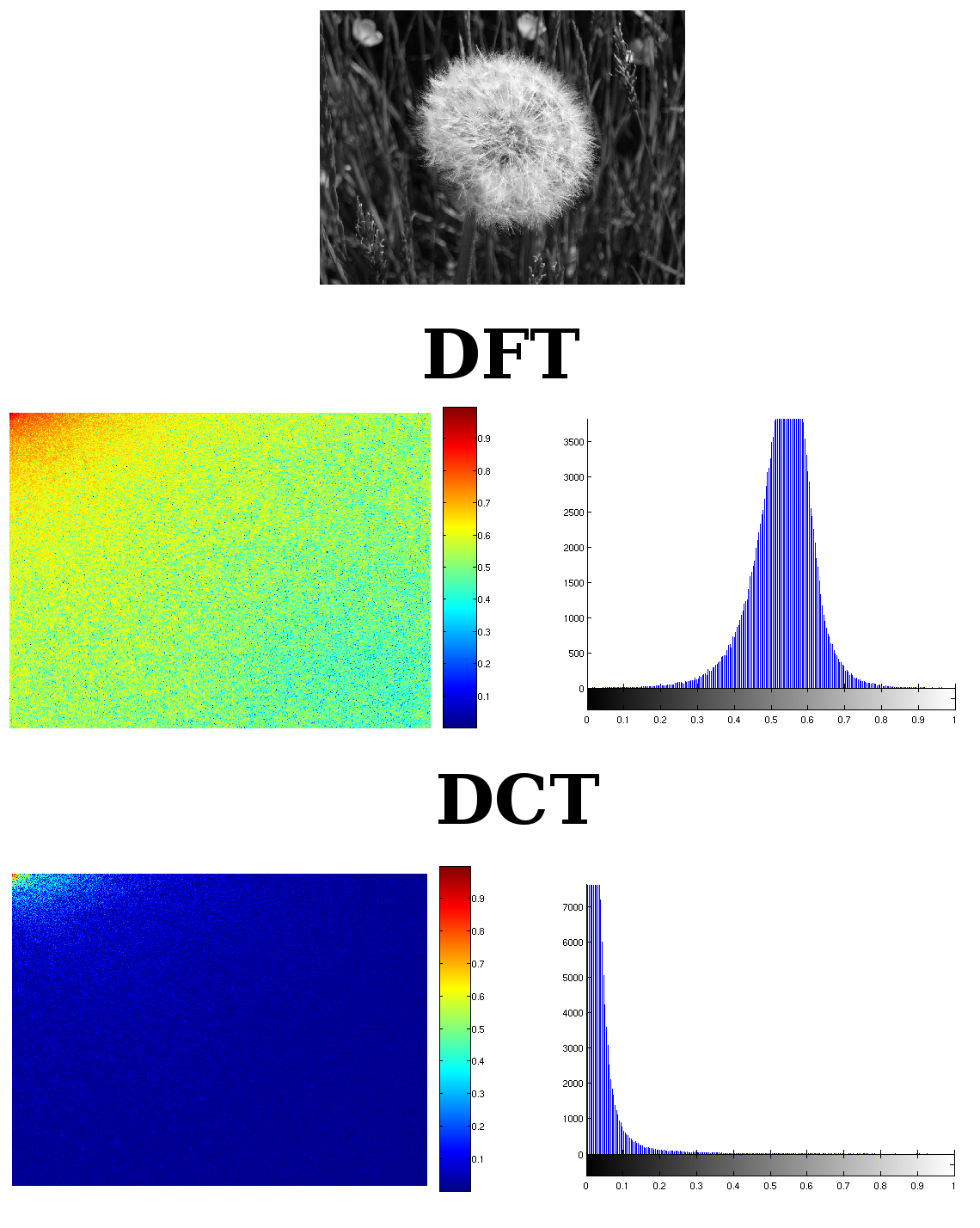
2D DCT (typu II) v porovnání s DFT. DCT koncentruje nejvíce energie na nejnižších frekvencích.

Diskrétní kosinová transformace (anglicky discrete cosine transform, zkratka DCT) je diskrétní transformace podobná diskrétní Fourierově transformaci (DFT), ale produkující pouze reálné koeficienty. Je jednou z mnoha transformací příbuzných Fourierově transformaci. Existuje 8 standardních variant DCT, z nichž 4 jsou běžně používané.
Nejběžnější varianta diskrétní kosinové transformace je DCT typu II, která je často nazývána pouze „DCT“. K ní inverzní transformace je DCT typu III, také rovněž často nazývána pouze „inverzní DCT“ nebo zkratkou „IDCT“.

## Aplikace

DCT-II (dole) v porovnání s DFT (uprostřed) vstupního signálu (nahoře).

DCT je často používána při zpracování signálu a obrazu, obzvláště pro ztrátovou kompresi. Je například použita v obrazovém formátu JPEG, formátech MJPEG, MPEG a DV. Její modifikace jsou použity v audio formátech AAC, Vorbis a MP3.

## Definice
Formálně je DCT lineární invertovatelná funkce F : RN → RN (kde R značí množinu reálných čísel); nebo ekvivalentně čtvercová matice N × N. Existuje několik variant DCT s mírně modifikovanou definicí. N reálných čísel x0, …, xN-1 je transformováno do N reálných čísel X0, …, XN-1 podle jedné z rovnic:

### DCT-I
{\displaystyle X_{k}={\frac {1}{2}}(x_{0}+(-1)^{k}x_{N-1})+\sum _{n=1}^{N-2}x_{n}\cos \left[{\frac {\pi }{N-1}}nk\right]}
DCT-I není definována pro N < 2. (Všechny ostatní typy DCT jsou definovány pro libovolné N.)
Inverzní transformace k DCT-I je DCT-I násobená 2/(N-1).

### DCT-II
{\displaystyle X_{k}=\sum _{n=0}^{N-1}x_{n}\cos \left[{\frac {\pi }{N}}\left(n+{\frac {1}{2}}\right)k\right]}
DCT-II je pravděpodobně nejrozšířenější forma a je často uváděna pouze jako „DCT“.
Inverzní transformace k DCT-II je DCT-III násobená 2/N.

### DCT-III
{\displaystyle X_{k}={\frac {1}{2}}x_{0}+\sum _{n=1}^{N-1}x_{n}\cos \left[{\frac {\pi }{N}}n\left(k+{\frac {1}{2}}\right)\right]}
Protože je to inverzní transformace k DCT-II (až na „měřítko“, anglicky scale factor), je tato forma někdy uváděna pouze jako „inverzní DCT“ („IDCT“).
Inverzní transformace k DCT-III je DCT-II násobená 2/N.

### DCT-IV
{\displaystyle X_{k}=\sum _{n=0}^{N-1}x_{n}\cos \left[{\frac {\pi }{N}}\left(n+{\frac {1}{2}}\right)\left(k+{\frac {1}{2}}\right)\right]}
Inverzní transformace k DCT-IV je DCT-IV násobená 2/N.

### DCT V-VIII
Tyto varianty se v praxi používají zřídka.

## Vícerozměrné DCT
Vícerozměrná transformace (transformace vícerozměrné funkce) může být spočítána jako série jednorozměrných transformací postupně v každém rozměru. Pro 2D například nejprve po řádcích a pak po sloupcích (nebo naopak).
2D DCT-II je například dána rovnicí:
{\displaystyle X_{k_{1},k_{2}}=\sum _{n_{1}=0}^{N_{1}-1}\sum _{n_{2}=0}^{N_{2}-1}x_{n_{1},n_{2}}\cos \left[{\frac {\pi }{N_{1}}}\left(n_{1}+{\frac {1}{2}}\right)k_{1}\right]\cos \left[{\frac {\pi }{N_{2}}}\left(n_{2}+{\frac {1}{2}}\right)k_{2}\right]}

## Výpočet
Přestože přímá aplikace těchto rovnic může vyžadovat O(N2) operací, je možné spočítat stejnou transformaci pouze se složitostí O(N log N) použitím rychlé Fourierovy transformace (anglicky fast Fourier transform, FFT).

## Příklad
Úseky zdrojového kódu v jazyce C (DCT typu II a typu III):

### Dopředná
Dopředná (anglicky forward) 1D DCT (typu II):
```
void
 
fct
(
const
 
double
 
*
input
,
 
double
 
*
output
)

{

	
for
(
int
 
h
=
0
;
 
h
<
LENGTH
;
 
h
++
)

	
{

		
double
 
sum
 
=
 
0
;

		
for
(
int
 
j
=
0
;
 
j
<
LENGTH
;
 
j
++
)

		
{

			
double
 
xk
 
=
 
input
[
j
];

			
double
 
c
 
=
 
(
M_PI
/
LENGTH
)
*
h
*
(
j
+
0.5
);

			
sum
 
+=
 
xk
*
cos
(
c
);

		
}

		
output
[
h
]
 
=
 
sum
;

	
}

}

```

### Zpětná
Zpětná (anglicky inverse) 1D DCT (typu III):
```
void
 
ict
(
const
 
double
 
*
input
,
 
double
 
*
output
)

{

	
for
(
int
 
h
=
0
;
 
h
<
LENGTH
;
 
h
++
)

	
{

		
double
 
sum
 
=
 
0
;

		
for
(
int
 
j
=
1
;
 
j
<
LENGTH
;
 
j
++
)

		
{

			
double
 
xk
 
=
 
input
[
j
];

			
double
 
c
 
=
 
(
M_PI
/
LENGTH
)
*
j
*
(
h
+
0.5
);

			
sum
 
+=
 
xk
*
cos
(
c
);

		
}

		
sum
 
+=
 
0.5
*
input
[
0
];

		
sum
 
*=
 
2
/
(
double
)
LENGTH
;

		
output
[
h
]
 
=
 
sum
;

	
}

}

```